# Avicenna
Avicena ali Ibn Sīnā (arabsko ابن سینا‎‎, perzijsko ابوعلی سینا بلخى ali  ابن سینا, Ibn Sina) je bil perzijski učenjak enciklopedične izobrazbe, * okoli 980, Buhara, današnji Uzbekistan, † 1037, Hamadan, Iran.
Avicena spada med največje mislece, zdravnike in polihistorje zlate dobe islama. Napisal je 450 del. Ohranjenih je okrog 240 del, med njimi 150 filozofskih in 40 medicinskih.
Njegova najslavnejši deli sta flozofska in znanstvena  enciklopedija Knjiga o zdravilstvu in medicinska eciklopedija Kanon medicine,  ki je postala standardno medicinsko besedilo na številnih  srednjeveških univerzah in ostala v rabi do leta 1650. Aviceno se zato poleg Hipokrata in Galena šteje za  utemeljitelja klasične medicinske znanosti. Njegov medicinski in filozofski opus je v prvi polovici 13. stoletja prodrl na Zahod še pred prevodi Aristotela.
Avicenov opus vsebuje razen filozofskih in medicinskih del tudi besedila iz astronomije,  alkimije, geografije, geologije, fiziologije, islamske teologije, logike, matematike, fizike in pesništva.

## Ime
Avicena je latinska popačenka arabskega patronima Ibn Sīnā, ki pomeni Sinov sin. Avicena ni bil sin, ampak prapravnuk moža z imenom Sina. Njegovo polno ime je bilo Abū Alī al-Ḥusein ibn Abd Allāh ibn Al-Hasan ibn Ali ibn Sīnā (أبو علي الحسين بن عبد الله بن الحسن بن علي بن سينا).

## Zgodovinsko okolje
Ibn Sina je obsežen korpus del ustvaril v obdobju, znanem kot zlata doba islama, v katerem so se na veliko preučevali prevodi grško-rimskih, perzijskih in indijskih besedil. Grško-rimska (srednje in novoplatonska in aristotelska) besedila, prevedena v  Al Kindijevi šoli, so komentirali, uredili in bistveno dopolnili islamski intelektualci, ki so tudi nadgradili perzijski in indijski matematični sistem, astronomijo, algebro, trigonometrijo in medicino. Samanidska dinastija v vzhodnem delo Perzije, Velikem Horasanu in Centralni Aziji in Bujidska dinastija v zahodnem delu Perzije in Iraku sta ustvarili okolje, primerno za znanstveni in kulturni razcvet. Pod Samanidi je Bagdadu kot prestolnici kulture islamskega sveta konkurirala Buhara.
V tem znanstvenem okolju je cvetel tudi študij Korana in Hadisa. Razvili so se  tudi filozofija, islamsko pravo (fiqh) in teologija (kalaam), predvsem po zaslugi Avicene in njegovih  nasprotnikov. Al Razi in Al Farabi sta razvila metodologijo in znanje v medicini in filozofiji. Avicena je imel dostop do velikih knjižnic v Balhu, Horezmu, Gorganu, Reju, Isfahanu in Hamadanu. Različna besedila pričajo, da je Avicena razpravljal o filozofiji z največjimi učenjaki tistega časa. Aruzi Samarkandi opisuje, da se je Avicena pred odhodom iz Horezma srečal s slavnim znanstvenikom in astronomom Al Birunijem, slavnim matematikom Nasr Irakijem, spoštovanim filozofom Abu Sahl Masihijem in slavnim zdravnikom Hajr Hamarjem.

## Življenje

### Mladost
Rojen je bil okrog leta 980 v vasi Ašana pri Buhari v sedanjem Uzbekistanu. Buhara je bila prestolnica Samanidske dinastije, ki je vladala v Centralni Aziji in Velikem Horasanu. Mati Setareh je bila iz Buhare, oče Abdulah,  spoštovan izmaelski učenjak in pobiralec davkov pa je bil iz Balha  v sedanjem Afganistanu.
Ko je bil star pet let, je začel brati Koran, in ga  z desetimi leti znal na pamet.
Pri indijskem branjevcu Muhmudu Masahiju se je učil indijsko aritmetiko, več drugih predmetov pa  pri potujočem učenjaku, ki se je preživljal z zdravilstvom in poučevanjem otrok. Pri sunitskem učenjaku Ismailu Al Zahidu je študiral islamsko pravo (fikh), in pri nepriljubljenem filozofu Abu Abdulahu Nateliju  preučil nekaj obširnih filozofskih del kot so Porfirijeve Isagoge, Evklidovi Elementi in Ptolemejev Almagest.
Kot najstnik se je prebijal skozi Aristotelovo Metafiziko, katero je razumel šele potem, ko je prebral Al Farabijeve komentarje.
Pri šestnajstih se je lotil študija medicine in zdravljenja bolnikov in odkril nekaj novih metod zdravljenja. Pri osemnajstih je dosegel položaj kvalificiranega zdravnika in sodeloval pri zdravljenju emirja Nuh Ibn Mansurja iz Samanidske dinastije in  ga uspešno pozdravil. Emir mu je v zahvalo dovolil uporabo njegove knjižnice, ki je v takratnem času veljala za najbogatejšo na Vzhodu. Tu je preučeval dela arabskih, indijskih in perzijskih zdravnikov. Svoje medicinsko znanje je gradil na Hipokratovi humoralni doktrini. O medicini je zapisal:  »Medicina ni tako težka in sporna znanost kot sta matematika in metafizika. V njej sem hitro napredoval in postal odličen zdravnik in začel zdraviti bolnike z odobrenimi sredstvi«. Njegova zdravniška slava se je hitro razširila. Zdravil je mnogo bolnikov in za to ni zahteval nobenega plačila.
O Avicenovi verski pripadnosti obstaja več teorij. Srednjeveški zgodovinar Zahir Al Din Al Bajhaki (umrl 1169) je trdil,  je bil Avicena pripadnik  Bratov čistosti, medtem ko    Dimitrij Gutas, Aiša Kan in  Jules J. Janssens dokazujejo, da je bil sunitski hanafist. Iranski profesor islamskih študij Hossein Nasr, ki se sklicuje  na iranskega pravnega učenjaka  Nurulaha Šuštarija, trdi, da je bil zelo verjetno pripadnik šiitskih dvanajstnikov. Sharaf Khorasani temu nasprotuje in navaja, da je Avicena zavrnil vabilo sunitskega guvernerja, sultana Mahmuda Gazanavija, naj pride na njegov dvor, ker je bil izmaelit.  Podobna nasprotja veljajo tudi za njegovo družino. Nekateri avtorji trdijo, da so bili suniti, sodobnejši avtorji pa da so bili šiiti.

### Zrela leta
Avicennovo prvo imenovanje je bilo že omenjeno imenovanje za zdravnika emirja Nuha II., katerega je leta 997 ozdravil težke bolezni.  Več kot zdravniški položaj mu je pomenilo dovoljenje za vstop v samanidsko  kraljevo  knjižnico, ki je veljala za eno od najbogatejših na Vzhodu. Ko je knjižnica kmalu zatem pogorela, so ga nasprotniki obsodili, da jo je sam požgal, da nihče ne bi imel dostopa do virov njegovega znanja. Med službovanjem je pomagal svojemu očetu pri finančnih poslih in še vedno našel nekaj časa za pisanje svojih prvih del.
Pri dvaindvajsetih mu je umrl oče. Ko je Samanidska dinastija decembra 1004 propadla, je, zgleda, odklonil vabilo  Mahmuda Gaznijskega in odpotoval na zahod v Stari Urgenč v sodobnem Turkmenistanu, kjer mu je vezir kot prijatelj učenjakov podelil majhno mesečno štipendijo. Zaradi majhnih dohodkov je prepotoval pokrajine od Nišapurja in Merva do meje Horasana in iskal zaposlitev, primerno svojim talentom. Pričakoval, da bo našel zatočišče na dvoru velikodušnega tabaristanskega vladarja Kabusa, ki je bil tudi sam pesnik in učenjak,  vendar so Kabusa okrog leta 1012 njegovi uporniški vojaki izstradali do smrti. V tistem času je Avicena težko zbolel in se nazadnje v Gorganu ob Kaspijskem jezeru srečal s prijateljem, ki je v bližini svojega bivališča kupil hišo, v kateri je Avicena poučeval logiko in astronomijo. Za svojega pokrovitelja je napisal več razprav. Med bivanjem v Hirkaniji  je začel pisati  Kanon medicine.
Iz Gorgana se je preselil v Raj v bližini sodobnega Teherana, kjer je pod regentstvom svoje matere Sejedeh Hatun vladal Madž Al Davla, sin  zadnjega bavajidskega emirja.  Avicena naj bi v Raju napisal približno trideset krajših del. Stalni fevdalni spori med vladarjem in regentkinim drugim sinom so ga prisilili, da je zapustil mesto. Po krajšem postanku v Kazvinu se je odpravil na jug do Hamadana, kjer je imel sedež drugi buvajidski emir Šams Al Davla.  V mestu je dobil službo pri gospe iz visoke družbe, ko je emir izvedel za njegov prihod pa ga je imenoval za  svojega zdravniškega spremljevalca in ga bogato obdaril.  Kasneje ga je imenoval za vezirja, potem pa ga je z dekretom izgnal iz države. Avicenna  ukaza ni izpolnil, ampak se je skril v hišo šejka Ahmeda Fadela, dokler ni emir ponovno hudo zbolel in mu vrnil prejšnji položaj. Avicenna je tudi v teh nemirnih časih študiral in poučeval. Po emirjevi smrti je izgubil položaj vezirja in se umaknil v lekarnarjevo v hišo, kjer je nadaljeval pisanje svojih del.

### Pozna leta in smrt
Zadnjih deset ali dvanajst let življenja je preživel kot zdravnik in glavni literarni in znanstveni svetovalec kakujidskega vladarja Mohameda Ibn Rustana Dušmanzijarja, zananega tudi kot Ala Al Davla. Vladarja je spremljal tudi na njegovih številnih pohodih. 
V teh letih je začel zaradi kritik njegovega sloga pisanja  preučevati književnost in filologijo. 
Na pohodu proti Hamadanu je dobil prve težke napade kolike. Kasneje so se napadi ponovili, da je komaj prišel do Hamadana. Bolezen ga je prisilila, da je odstopil s svojega položaja in se vdal v usodo. Prijatelji so mu svetovali, naj se umiri in začne zmerno živeti, vendar je nihove nasvete z besedami: »Ljubše mi je kratko in široko življenje od dolgega in ozkega«.  Na smrtni postelji je svoje premoženje zapustil revežem, se odrekel nepravičnim darilom, osvobodil svoje sužnje  in do smrti  vsake tri dni prebral cel Koran. Umrl je junija 1037 v 56. letu starosti. Pokopan je v Hamadanu.

## Filozofija
Avicena je bil privrženec Aristotelovega nauka in si je prizadeval, da bi uskladil Aristotelov in Mohamedov nauk. V njegovih delih so sicer opazni resnicoljubnost, neodvisno razmišljanje, stroga kritičnost in vera v človeški razum. Tako je zavračal astrologijo in islamske dogme. V nasprotju s Koranom je menil, da je svet večen, od nikogar ustvarjen in materialen. Vsako telo naj bi se razvilo na temelju skladnosti med obliko in materijo.
Zaradi svobodomiselnosti in zavidanja arabskih sodobnikov je pristal v ječi; ortodoksni muslimani so ga obsodili ateizma in uporništva. V ječi je napisal več filozofskih razprav in delo o zdravstvu z naslovom Cantica canticorum. Iz zapora mu je uspel pobegniti, nato pa je veliko potoval po Perziji, Turkestanu in Mezopotamiji; največji del kasnejšega dela je preživel v Isfahanu.

## Dela
Zapustil je okoli 300 del, med drugim številne razprave in dela na področju filozofije, teologije, matematike, astronomije (prevedel je tudi Evklidove spise), fizike, kemije in glasbe. Velja za soutemeljitelja kemije in geologije.
Med vsemi deli so najpomembnejša tista na področju medicine, med katerimi je temeljno delo Canon medicinae (arabsko al-Qānūn fī aṭ-Ṭibb).

### Canon medicinae
Avicenovo temeljno delo je bila medicinska enciklopedija celotnega znanja medicine v starem veku in je plod izročil starogrških, rimskih, indijskih, perzijskih ter arabskih zdravnikov. Temelji predvsem na Hipokratovih in Galenovih naukih ter Aristotelovi filozofiji narave. Na Vzhodu so jo uporabljali kot medicinski učbenik približno šestnajst stoletij, prav tako pa je predstavljala standard v srednjeveški Evropi. Iz arabščine jo je Geraldo da Cremona v 12. stoletju prevedel v latinščino. Prva tiskana izdaja je bila tiskana leta 1593 v Rimu, hkrati pa je bila tudi prva tiskana medicinska knjiga v arabščini.
Delo je razdeljeno na pet knjig. Prva knjiga obravnava anatomijo, fiziologijo, vzroke za nastanek bolezni ter splošno dietetiko, preventivo in zdravljenje. Navkljub temu, da ni seciral trupel, so anatomski opisi solidni; med drugim je pravilno opisoval šest očesnih mišic, medtem ko je Realdo Colombo 5 stoletij pozneje opisoval le 5 mišic. Druga knjiga zdravilna sredstva in metode ter splošni nauk o higieni in preventivi. Druga knjiga je bila več stoletij temeljni učbenik o higieni pri evropskih zdravnikih. Tretja knjiga obravnava posamezne bolezni in njihovo zdravljenje, v končnih delih tudi prehrano in zdrav način življenja. Četrta knjiga obravnava najpogostejše bolezni v tistem času, kjer poudarja pomen vzročnih dejavnikov pri nastanku in razvoju bolezni; v zvezi s tem je npr. zapisal, da je telovadba »najpomembnejši pogoj, da se ohrani zdravje«. Velik del četrte knjige zajema tudi kirurško zdravljenje ran ter zlomov kosti in izpahov, opisani so tudi različni tumorji in gnojni procesi. Peta knjiga zajema navodila za pripravo najpogosteje uporabljenih zdravil ter opise fizikalnih metod zdravljenja, kot so zračne, sončne in vodne kopeli.